# Эпицион
Эпицион (лат. Epicyon, от др.-греч. ἐπι- +κύων «сверхсобака») — род вымерших гигантских псовых подсемейства Borophaginae. Обитали в миоцене в Северной Америке.
Род содержит несколько видов. Типовой вид Epicyon haydeni — крупнейшее псовое всех времён: высота в холке 90 см.

## Виды[1]
- † Epicyon aelurodontoides
- † Epicyon haydenitypus
- † Epicyon saevus